# Ward Motor Vehicle Company
Ward Motor Vehicle Company war ein US-amerikanischer Hersteller von Kraftfahrzeugen.

## Unternehmensgeschichte
Charles A. Ward gründete 1910 das Unternehmen im Stadtteil Bronx von New York City. Er begann mit der Produktion von Nutzfahrzeugen. 1913 kamen Personenkraftwagen dazu. Der Markenname lautete Ward.
1915 erfolgte der Umzug nach Mount Vernon, ebenfalls im US-Bundesstaat New York. 1916 endete die Pkw-Produktion. Lastkraftwagen wurden je nach Quelle bis 1934 oder 1937 hergestellt und Aufbauten bis 1965.
Es gab keine Verbindung zur Ward Cyclecar Company, die zur gleichen Zeit ebenfalls Personenkraftwagen als Ward anbot.

## Fahrzeuge
Im Angebot standen ausschließlich Elektroautos. Das einzige Pkw-Modell war nur als Coupé mit Platz für vier Personen erhältlich. Die Motorleistung wurde über eine Kardanwelle übertragen. Die Reichweite war mit 160 km angegeben. Der Neupreis betrug zunächst 2100 US-Dollar und im letzten Jahr 1295 Dollar.
Die Nutzfahrzeuge hatten Elektromotoren von Westinghouse. Die Fahrzeuge waren mit bis zu 10 Tonnen angegeben.